# Die Aussicht vom Burgfelsen

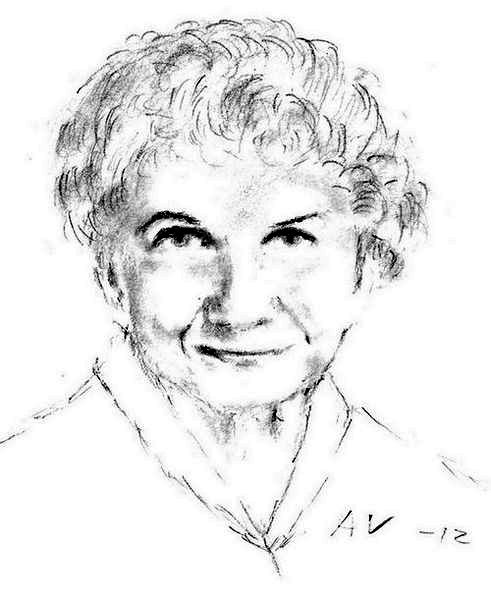
Alice Munro, Nobelpreis für Literatur 2013

Die Aussicht vom Burgfelsen (im Original The View from Castle Rock, 2005/2006) ist eine Short Story von Alice Munro, in der ein Teil einer Familie bestehend aus drei Generationen von Schottland nach Kanada auswandert und in der das Erzählen von Geschichte thematisiert wird.

## Handlung
Einige Jahre nachdem Andrew als Zehnjähriger mit seinem Vater bei einem Besuch in Edinburgh auf der Burg konkreter vom Wunsch des Vaters gehört hat, nach Amerika zu gehen, verlassen Old James und drei seiner Nachkommen, Mary, Andrew und Walter sowie Andrews Ehefrau Agnes und Sohn James, im Jahr 1818 Schottland per Schiff. Auf der Fahrt wird die Rolle von Mary auch für die dritte Generation deutlich: als Älteste der zweiten Generation und unverheiratet ist sie die Hüterin der jeweils jüngsten Kinder. Sie liebt Young James sehr, vor allem dessen Neugier und Aufnahmebereitschaft. Ihre Schwägerin Agnes bringt während der Fahrt ihre Tochter Isabel zur Welt und ist erstaunt, als der anwesende Arzt ihr Wertschätzung entgegenbringt. Marys jüngster Bruder Walter notiert Alltägliches und Aufregendes in seinem Tagebuch, was bei klassenübergreifenden Begegnungen an Deck zum Thema wird, wo nicht einmal eine junge Reiche und deren Vater dem Geschichtenerzähler Old James entgehen zu können scheinen. Nur die Erzählerin selbst wähnt sich in ausreichendem Abstand von dieser Quelle und das eigene Erzählen wird kurz vor Schluss explizit enttarnt. Abschließend wird bei Gelegenheit eines Friedhofbesuchs das weitere Leben der Genannten in Kanada umrissen.

## Interpretation
Es wird aus homodiegetischer, wechselnder Perspektive im Präsens erzählt, gelegentlich in Freier indirekter Rede, schreibt Uwe Zagratzki in einem Beitrag von 2010. Aktuelle Ereignisse vermischen sich mit Anekdoten von Vergangenem und dem, was voraussichtlich geschehen wird. Diese Vorhersage des auktorialen Erzählers stelle sich als wahr heraus, so Zagratzki, weil Munro bekenne, dass sicherlich viel von dem, was in der Geschichte erzählt werde, gelogen sei. Sie gebe es zu und beziehe sich auf das von Old James geäußerte Misstrauen gegenüber dem Schriftsteller James Hogg. Zagratzki zitiert die anschließend folgende Passage: "Except for Walter’s journal, and the letters, the story is full of my invention. The Sighting of Fife from Castle Rock is related by Hogg, so it must be true." Zagratzki sagt, dass sich, tatsächlich ("in fact"), das Tagebuch von Walter und die Kommentare von Andrew gegenseitig ergänzen und der erste Brief von Old James in Blackwoods Magazine publiziert worden ist, auf Betreiben des Dichters James Hogg, der zweite dann einige Zeit später in The Colonial Advocate. Danach ende plötzlich die "Kakophonie der Stimmen", worüber anhand von Grabsteininschriften in Kanada erzählt werde. Wissenslücken würden durch das Lesen von Briefen aufgefüllt, die Verwandte in Schottland und Kanada einander schreiben, so Zagratzki abschließend zu diesem Werk.

## Entstehungsgeschichte
Aus der Widmung in Munros gleichnamiger Kurzgeschichtensammlung The View from Castle Rock geht ein Detail zur Entstehungsgeschichte der Titelerzählung hervor: „Dedicated to Douglas Gibson [...] whose enthusiasm for this particular book has even sent him prowling through the graveyard of Ettrick Kirk, probably in the rain.“

## Ausgaben und Versionen

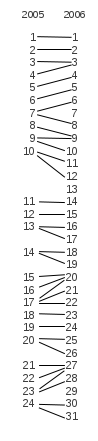
Alice Munro: "The View Fom Castle Rock" (2005 / 2006), Versions-unterschiede nach Abschnitten

Die erste Version des Werkes erschien am 29. August 2005 in The New Yorker, die zweite Fassung wurde als Titelgeschichte mit einem Umfang von 50 Seiten in den gleichnamigen Sammelband von 2006 aufgenommen, der auf Deutsch mit dem Titel Wozu wollen Sie das wissen? (2008) publiziert worden ist. Auf Englisch ist dieses Werk auch in den New Selected Stories (2011) zu finden.
In der Version von 2005 besteht die Story aus 24 Abschnitten, in der Buchversion von 2006 aus 31 Abschnitten. Lediglich drei der einunddreißig Abschnitte sind nahezu unverändert geblieben (nämlich der achte, der vierzehnte und der fünfzehnte). Alle anderen sind erweitert worden oder gänzlich neu. Der erste Abschnitt ist inhaltlich beibehalten worden, wurde aber nahezu völlig umformuliert. Der neunzehnte Abschnitt ist um eine klassenübergreifende Begegnung erweitert worden, in der ein Austausch über eine eben erzählte Geschichte stattfindet sowie darüber, was in einem Tagebuch erwähnenswert sei.
Manche Abschnitte der Buchversion sind durch das Zusammenfügen aus mehreren Abschnitten der Zeitschriftenversion zustande gekommen. Dreimal zwei Abschnitte sind wenn, dann ausschließlich sprachlich verändert worden (1, 2, 14, 15, 23, 24). Aus ehemals zwei Abschnitten bestehen in der Version von 2006 die Abschnitte 3 und 9, aus nahezu drei Abschnitten zusammengefügt wurden die Abschnitte 20 und 27. Die verbleibenden Aspekte des jeweils dritten jener Abschnitte sind nunmehr im 21. und 28. Abschnitt zu finden. Da die spätere Version sechs Abschnitte mehr aufweist, muss es auch Verzweigungen gegeben haben. Dabei handelt es sich in der ersten Version um die Abschnitte 7, 9, 10, 13, 14, 20, 23, und 24, die jeweils auf zwei neue Abschnitte verzweigen; Abschnitt 17 macht einerseits ein Drittel einer Zusammenfügung aus und verzweigt zudem selbst dreimal. In der Version von 2005 beginnt dieser Abschnitt mit „This is the day of wonders.“ Er endet mit „In the thick of so many bodies [Mary] is helpless, she cannot pause – she has to stamp and wheel to the music or be knocked down.“ Dies macht in der Version von 2006 das Ende des 22. Abschnitts aus.
Der kürzeste Abschnitt ist in der Zeitschriftenversion der zwanzigste. Darin liest die junge Reiche dem Tagebuchschreiber Walter aus The Scottish Chiefs vor. In der Buchversion ist der 28. Abschnitt der kürzeste. Er entsteht durch Abtrennung des letzten Teils von Abschnitt 23 der Zeitschriftenversion und lautet: „Old James has sensed defection, and begins to lament openly. "How shall we sing the Lord’s song in a strange land?"“
Drei Abschnitte sind gänzlich neu hinzugekommen: der siebte, der dreizehnte und der 29. Abschnitt. Zwei wurden zwischen vorhandenen Abschnitten platziert, einer, der siebte, wurde in einen vorhandenen Abschnitt eingefügt, dessen beide andere Teile nun den neuen siebten Abschnitt rahmen. In diesem Abschnitt wehrt sich die Schwiegertochter gegen Belehrung, übertriebene Heimatliebe und Sexismus des Schwiegervaters und beschimpft ihn im Stillen. Der neue dreizehnte Abschnitt handelt davon, wie der älteste Sohn, der mit auswandert, seine Rolle versteht und dass ihm seine Verantwortung eine Last ist, die er nicht Liebe nennen würde. Im neuen vorvorletzten Abschnitt wird davon erzählt, was der Großvater, Old James, seinem ältesten Sohn nach Schottland schreibt, was als geschichtlich belegte Quelle dargestellt wird von einem Ich, das hier erstmals und in der Jetztzeit spricht und das gesamte Erzählte mit einer Ausnahme in Frage stellt.